# Hotel Park Inn Berlin
Il Park Inn by Radisson Berlin Alexanderplatz si trova in Alexanderplatz, nel quartiere Mitte di Berlino.
 
Il complesso, costituito da 41 piani per un'altezza totale di 125 metri, fu iniziato nel 1967 e completato nel 1970 durante la ricostruzione della piazza. L'hotel aprì col nome di Hotel Stadt Berlin e presentava un ristorante panoramico all'ultimo piano. La struttura, ai tempi della Repubblica Democratica Tedesca, veniva utilizzata per ospitare i rappresentanti del Comecon. Nel 1993, dopo la caduta del Muro di Berlino e la riunificazione della Germania, venne rinominato Forum Hotel Berlin e al ristorante venne affiancato un casinò.
 
L'hotel entrò a far parte della catena Park Inn nel 2003 quando venne acquistato dal Rezidor Hotel Group. Nel 2005 l'hotel venne interamente rimodernato. 

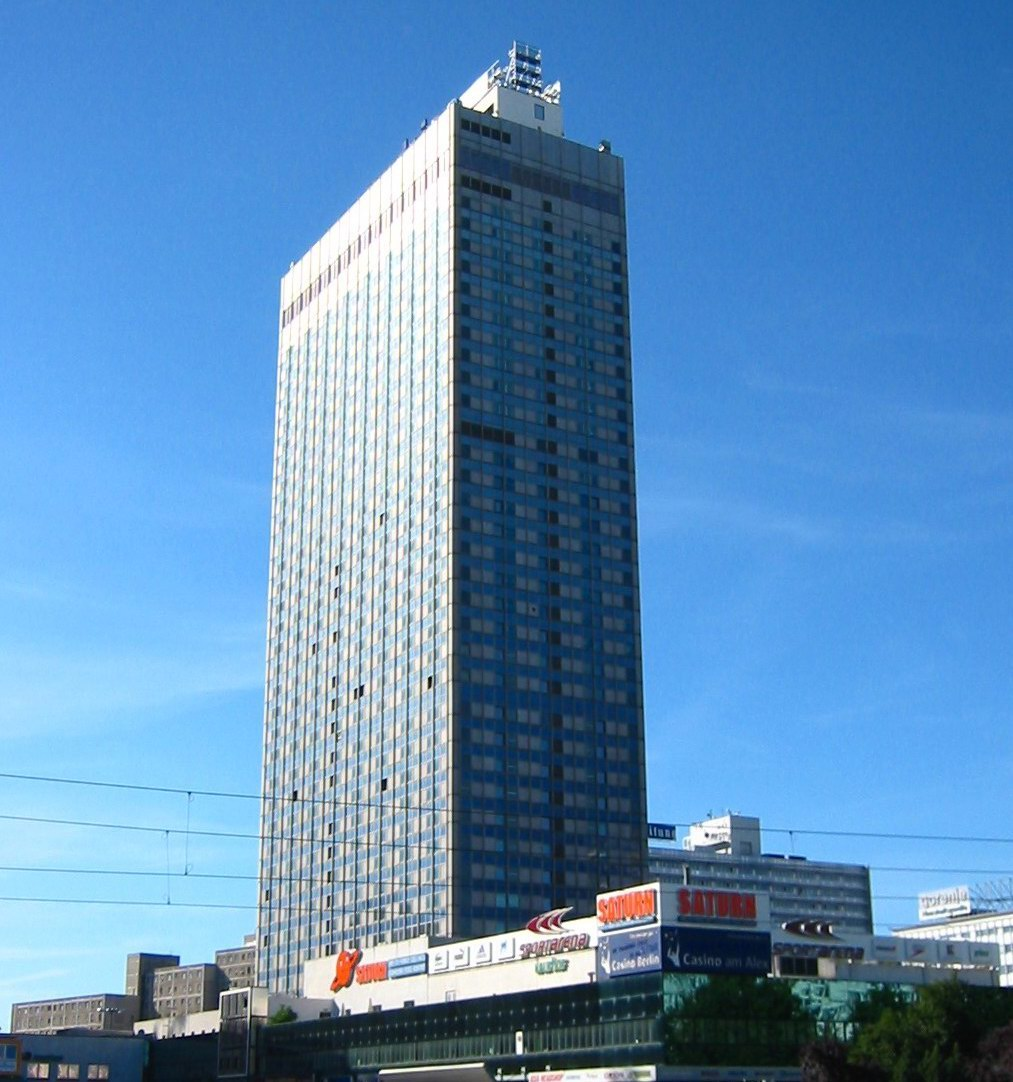
L'hotel prima del rinnovamento

Quando nel 1990 vennero proposti dei progetti di ricostruzione e rimodernamento di Alexanderplatz si pensava di abbattere la struttura. Tuttora questi piani non sono stati ufficialmente abbandonati ed in futuro potrebbero venire approvati.
In particolari giorni e condizioni climatiche è possibile addirittura lanciarsi tramite Base Flying dall'ultimo piano del grattacielo.

### Ulteriori approfondimenti
- Lorenzo Spagnoli, Berlino. XIX-XX secolo, Bologna, Zanichelli, 1993,  p. 246, ISBN 88-08-14174-8.
- (DE) Deutsche Architektur, Berlino (Est), VEB Verlag für Bauwesen, dicembre 1971, ISSN 0323-3413 (WC · ACNP).
- (DE) Joachim Schulz e Werner Gräber, Architekturführer DDR. Berlin, 3ª ed., Berlino (Est), VEB Verlag für Bauwesen, 1981,  p. 50, ISBN non esistente.
- (DE) Joachim Schulz e Werner Gräbner, Berlin. Architektur von Pankow bis Köpenick, Berlino (Est), VEB Verlag für Bauwesen, 1987,  p. 55, ISBN 3-345-00145-4.
- (DE) Karl Heinz Hüter, Forum Hotel (ehem. Hotel „Stadt Berlin“)..., in Martin Wörner et al. (a cura di), Architekturführer Berlin, 6ª ed., Berlino, Reimer, 2001,  p. 75, ISBN 3-496-01211-0.
- (DE) Anne Holper e Matthias Käther, DDR-Baudenkmale in Berlin, Berlino, VIA Reise Verlag, 2003,  pp. 12-13, ISBN 3-935029-09-8.
- (DE) Elmar Kossel, Hotel „Park Inn“ (ehem. „Interhotel der Stadt Berlin“ bzw. „Forum Hotel“), in Adrian von Buttlar, Kerstin Wittmann-Englert e Gabi Dolff-Bonekämper (a cura di), Baukunst der Nachkriegsmoderne. Berlin 1949–1979, Berlino, Reimer, 2013,  pp. 257-258, ISBN 978-3-496-01486-7.